# 土密树
土密树（学名：Bridelia tomentosa），或稱土蜜树、逼迫仔，英文名Pop-gun Seed，为大戟科土密树属下的一个种。